# (6195) Nukariya
(6195) Nukariya est un astéroïde de la ceinture principale.

## Description
(6195) Nukariya est un astéroïde de la ceinture principale. Il fut découvert le 13 novembre 1990 à Kitami par Kin Endate et Kazuro Watanabe. Il présente une orbite caractérisée par un demi-grand axe de 2,51 UA, une excentricité de 0,11 et une inclinaison de 3,4° par rapport à l'écliptique.

## Compléments